# Хрести (станція)
Хрести (рос. Кресты) — залізнична станція Великого кільця МЗ у селі Львове поселення Вороновський Троїцького округу Москви.

## Загальні відомості
Станція Хрести відкрита в 1943 році. Свою назву станція отримала від села Хрести, розташованого за 1 км NW від станції. Причиною, чому станція не було названо по довколишньому населеному пункту, стало те, що в Подільському районі на той час вже існувала станція Львівська Московсько-Курського напрямку, розташована у селищі Львівський.
Колійна структура станції складається з п'яти основних електрифікованих колій, кількох тупиків і колій для навантаження-розвантаження вантажних вагонів. На пристанційній території розташовані будівля вокзалу (на північ від колій), складські приміщення і кілька службових будівель.
Станція має дві низькі пасажирські платформи: острівну і берегову (з боку вокзалу). Берегова платформа повної довжини (на 12 вагонів), острівна коротша приблизно в 2 рази. Платформи на дузі — острівна злегка, берегова сильно.

## Операції з вантажами
Станція здійснює приймання і видачу вантажів як підвагонними, так і дрібними відправленнями. З 2 грудня 2010 року станція також виконує вантажні операції з контейнерами.
Є спеціальні колії для перевалки сипучих вантажів (пісок, щебінь, кам'яне вугілля тощо), Платформи для навантаження-розвантаження лісу і пиломатеріалів, автомобілів і обладнання, контейнерних перевезень, закриті та відкриті майданчики для тимчасового зберігання вантажів.
Також від станції відгалужується декілька під'їзних колій до розташованих в селі Львове і його околицях промислових підприємств.

## Пасажирські перевезення
Станція Хрести є кінцевою для 3-х пар «прямих» приміських електропоїздів, які прямують з Москва-Пасажирська-Київська (третя пара призначається тільки за літніми вихідним) і однієї пари електропоїздів Калуга I — Хрести. Через станцію також прямують 6 (7 у вихідні дні) пар електропоїздів, що курсують на дільниці Кубинка-2 — Кубинка I — Бекасово-1 — Стовбова — Дєтково, 2 пари електропоїздів лінії Апрелєвка — Дєтково.
Середній час у дорозі електропоїзда від Хрестів до Бекасово-1 (пересадка на Київський напрямок МЗ) — 38 хв. До Москви-Київської — 1 година 57 хв (із заходом на Бекасово-1 — 2 год 11 хв). До станції Стовбова (пересадка на Курський напрямок МЗ) — 36 хв.
Станція Хрести — остання на лінії від Бекасово-1, до якої існує безпересадкове сполучення з вокзалом або станцією метро Москви, а також з Наро-Фомінськом/Обнинськом/Калугою. Від зупинки пункту Новогромово і далі розташованих сполучення тільки з пересадкою (але при цьому існують «прямі» електропоїзди на радіальний Київський напрямок від Дєтково до Апрелєвки і назад).